# Winklsaß
Winklsaß ist ein Gemeindeteil der Gemeinde Neufahrn in Niederbayern im niederbayerischen Landkreis Landshut. 

## Lage
Das Kirchdorf Winklsaß liegt an der Kleinen Laber etwa einen Kilometer westlich von Neufahrn in Niederbayern an der B15n.

## Geschichte
Winklsaß wurde besonders durch einen Brucherzdepotfund der frühen Hallstattzeit um 1000 v. Chr. bekannt. Anfang Juli 1911 barg ein Arbeiter bei Rodungsarbeiten den 13,5 Kilogramm schweren Bronzeschatz, der unter anderem Beinschienenreste enthielt.
1139 schenkte der Freie Werner von Winklsaß den Hof samt der Kirche dem Kloster Rohr. 1140 bis 1143 wird ein Aribo von Winklsaß erwähnt, und zwischen 1178 und 1190 gab der Freie Konrad von Winklsaß umfangreichen Besitz auf Todfall. Nach einer Beschreibung von 1693 hatte das Stift in Winklsaß, das in seiner Hofmark lag, 14 Untertanen.
Die Gemeinde Winklsaß kam 1875 vom Bezirksamt Rottenburg zum Bezirksamt Mallersdorf, aus dem 1939 der Landkreis Mallersdorf hervorging. Am 1. Mai 1978 wurde sie im Zuge der Gebietsreform in Bayern in die Gemeinde Neufahrn i.NB. eingegliedert.

## Baudenkmäler
- Filialkirche St. Peter und Paul. Sie wurde 1701 erbaut.

## Vereine
- Freiwillige Feuerwehr Winklsaß